# Медвежонок (фильм)
«Медвежонок» (исп. Cachorro) — испанский фильм-драма 2004 года, режиссёра Мигеля Альбаладехо, посвящённый, в частности, гей-субкультуре медведей. В фильме затрагивается проблема негативного стереотипа по отношению к геям, как к плохим родителям, не способным создавать семью и вести «нормальный» образ жизни, принятый в обществе. Главный герой по ходу фильма доказывает всю ложность этого стереотипа, меняя образ жизни, фактически заменяя отца своему племяннику.

## Сюжет
Педро — гей средних лет, который ведёт активную сексуальную жизнь со многими партнёрами. Его сестра Виолетта всё знает про своего брата и поддерживает его. Она просит присмотреть за её сыном, племянником Педро — Бернардо, пока она будет проводить отпуск в Индии со своим новым парнем. Педро соглашается на это, так как они в хороших отношениях с Бернардо, который, несмотря на свой возраст (9 лет), весьма лояльно относится к стилю жизни своего дяди. Понимая свою ответственность, Педро решает на ближайшее время приостановить свои случайные связи, чтобы не влиять плохо на мальчика.
Во время отсутствия матери Бернардо, его бабушка, мать его умершего отца, решает встретиться с внуком. У неё очень сложные отношения с Виолеттой. Она пытается завязать отношения, сделав Бернардо несколько подарков, но это не меняет негативного отношения мальчика к ней — Бернардо считает, что она пытается разрушить его семью.
Вскоре они узнают, что Виолетту вместе с её парнем поймали на таможне с наркотиками, и им грозит большой срок. Педро понимает, что мальчик остаётся с ним на неопределённое время. Бабушка мальчика решает воспользоваться ситуацией и собирает компромат на Педро, она узнаёт, что Педро ВИЧ-инфицирован. Она шантажирует его этой информацией и вынуждает пойти на компромисс — отправить Бернардо в интернат. Педро вынужден пойти на это. Виолетта вместе со своим парнем получает в Индии длительный срок заключения в тюрьме. Бернардо поддерживает связь с матерью, как и с Педро, в основном по почте. Бабушка пытается настроить мальчика против дяди, рассказывая ему, что он серьёзно болен. Бернардо в ответ отвечает, что знает про ВИЧ-статус Педро, как и его матери, которая родила его, уже имея вирус в организме, и что Педро успешно борется с болезнью. Через три года жизни в интернате умирает его бабушка, и уже повзрослевший Бернардо твёрдо решает воссоединиться с Педро. После её похорон, разговаривая с Педро, он сожалеет, что всё сложилось так, и уезжает вместе с ним к нему домой.

## Релиз
Фильм дебютировал на Берлинском кинофестивале 8 февраля 2004 года и в этом же месяце 27 февраля официально вышел в Испании. Затем он был представлен на Miami International GL Film Festival и в течение 2004 года был выпущен в ограниченный прокат на территории США. В 2005 году фильм был выпущен на DVD.